# (2946) Muchachos
(2946) Muchachos est un astéroïde de la ceinture principale.

## Description
(2946) Muchachos est un astéroïde de la ceinture principale. Il fut découvert le 15 octobre 1941 à Turku par Liisi Oterma. Il présente une orbite caractérisée par un demi-grand axe de 2,45 UA, une excentricité de 0,17 et une inclinaison de 0,6° par rapport à l'écliptique.

## Compléments